# 東湖書院
東湖書院位於江西省南昌市百花洲街辦劉將軍廟社區。宋朝嘉定四年（1211年），隆興府通判豐有俊於李寅涵虛閣故址上建築。繼任知府袁燮又“縻錢二百萬，米百余石，以竟其役。規制益廣，合三十有四間”。同時奏報朝廷，賜額“東湖書院”，一併發文征江西11郡的圖書充實書院。
東湖書院的日用經費來自東湖部分收入與公田之租。書院成立後，來者甚眾，陸持之曾任書院山長。嘉定十六年滕強恕任府事，向東以東百余米。宋代黃翰、李燔、饒魯曾講學於此處，江萬里、程文海也在此遊學。